# Beatriz Cerqueira
 Beatriz da Silva Cerqueira  (Belo Horizonte, em 3 de março de 1978) é uma professora, sindicalista e política brasileira filiada ao Partido dos Trabalhadores (PT). Atualmente exerce mandato de deputada na Assembleia Legislativa de Minas Gerais.

## Formação e atuação política
Formada em magistério pelo Instituto de Educação de Minas Gerais e também em direito pela PUC Minas.
Sua militância e ativismo político começou em grupos de jovens, dentre eles, a Pastoral da Juventude. Ao formar-se em Magistério, filiou-se ao Sindicato Único dos Trabalhadores da Educação de Minas Gerais, iniciando em Betim, onde existe uma estruturada organização do Sind-UTE/MG, com atuação firme e constante nas redes estadual e municipal. Foi diretora do Sind-UTE/MG por três mandatos e também coordenadora da Subsede de Betim.
Em 2012, foi eleita presidente da Central Única dos Trabalhadores em Minas Gerais, primeira mulher a ocupar o cargo e também a primeira professora.

### Eleição à ALMG
Em 2018, foi eleita deputada estadual para a 19ª Legislatura (2019-2023) por Minas Gerais, sendo a 8ª candidata mais bem votada para a Assembleia Legislativa de Minas Gerais com  96.824 votos (0,96% dos votos válidos). Eleita pela coligação PT, PR e PSB. Sua candidatura teve votos em 836 dos 853 municípios do estado.

## Desempenho eleitoral
| Ano  | Eleição                   | Partido | Candidato a       | Votos   | %     | Resultado |
| ---- | ------------------------- | ------- | ----------------- | ------- | ----- | --------- |
| 2018 | Estaduais em Minas Gerais | PT      | Deputada Estadual | 96.824  | 0,96% | Eleita    |
| 2022 | Estaduais em Minas Gerais | PT      | Deputada Estadual | 248.664 | 2,24% | Eleita    |